# ديفيد هويل (لاعب دوري الرغبي)
ديفيد هويل (بالإنجليزية: David Howell)‏ هو لاعب دوري الرغبي أسترالي، ولد في 18 نوفمبر 1983 في Camden, New South Wales ‏ في أستراليا.